# Blandville, Kentucky
Blandville är en ort i Ballard County i delstaten Kentucky, USA.